# Northrop Grumman RQ-4 Global Hawk
Northrop Grumman RQ-4 Global Hawk là một loại máy bay trinh sát không người lái. Ban đầu được thiết kế bởi công ty hàng không Ryan (giờ là công ty con của Northrop Grumman), và được biết đến qua bí danh Tier II+ trong suốt quá trình phát triển. Mô hình hoạt động của Global Hawk khá giống với máy bay trinh sát Lockheed U-2. RQ-4 có thể cung cấp thông tin tình báo tổng quan nhờ hệ thống sử dụng radar khẩu độ tổng hợp phân giải cao (Synthetic Aperture Radar - SAR) và cảm biến quang học/hồng ngoại tầm xa (Long-range Electro-Optical/Infrared - EO/IR). RQ-4 có thể bay vòng quanh một khu vực trong thời gian dài và có thể khảo sát ít nhất 40,000 dặm vuông (100,000 km vuông) địa hình trong một ngày.
Global Hawk hiện đang được điều hành bởi Không Quân và Hải Quân Hoa Kỳ. Nó đóng vai trò là một hệ thống tầm cao với mục đích thu thập tin tình báo cũng như hỗ trợ lục quân trong các chiến dịch quân sự toàn cầu. Theo Không Quân Hoa Kỳ, khả năng trinh sát tối tân của máy bay cho phép nó sử dụng vũ khí một cách chính xác hơn các hệ thống tiền nhiệm và có thể bảo vệ cho quân đồng minh dưới đất tốt hơn. Vì chi phí tăng vượt, kế hoạch ban đầu sản xuất 63 máy bay bị giảm xuống còn 45 cùng với đó là một văn bản năm 2013 đề nghị cho ngừng hoạt động 21 phiên bản tình báo điện tử Block 30. Mỗi đơn vị có giá 60,9 triệu USD năm 2001, nhưng đã tăng lên đến 222,7 triệu USD mỗi đơn vị (bao gồm cả phí phát triển) năm 2013. Hải Quân Hoa Kỳ đã phát triển Global Hawk thành hệ thống trinh sát biển MQ-4C Triton.

### Phiên bản cho Hải Quân

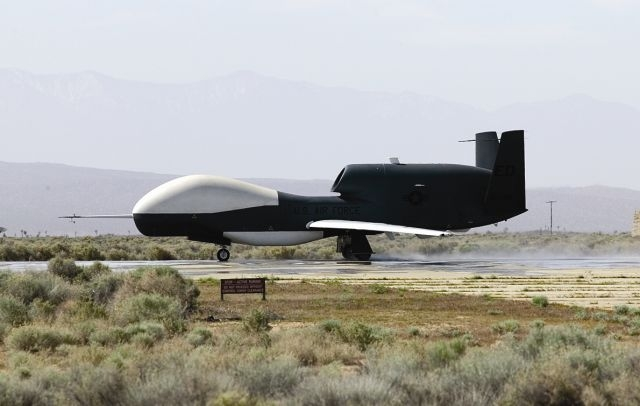
Một chiếc RA-4A trong màu sơn của Hải Quân Hoa Kỳ

### Tăng chi phí và sự thu mua

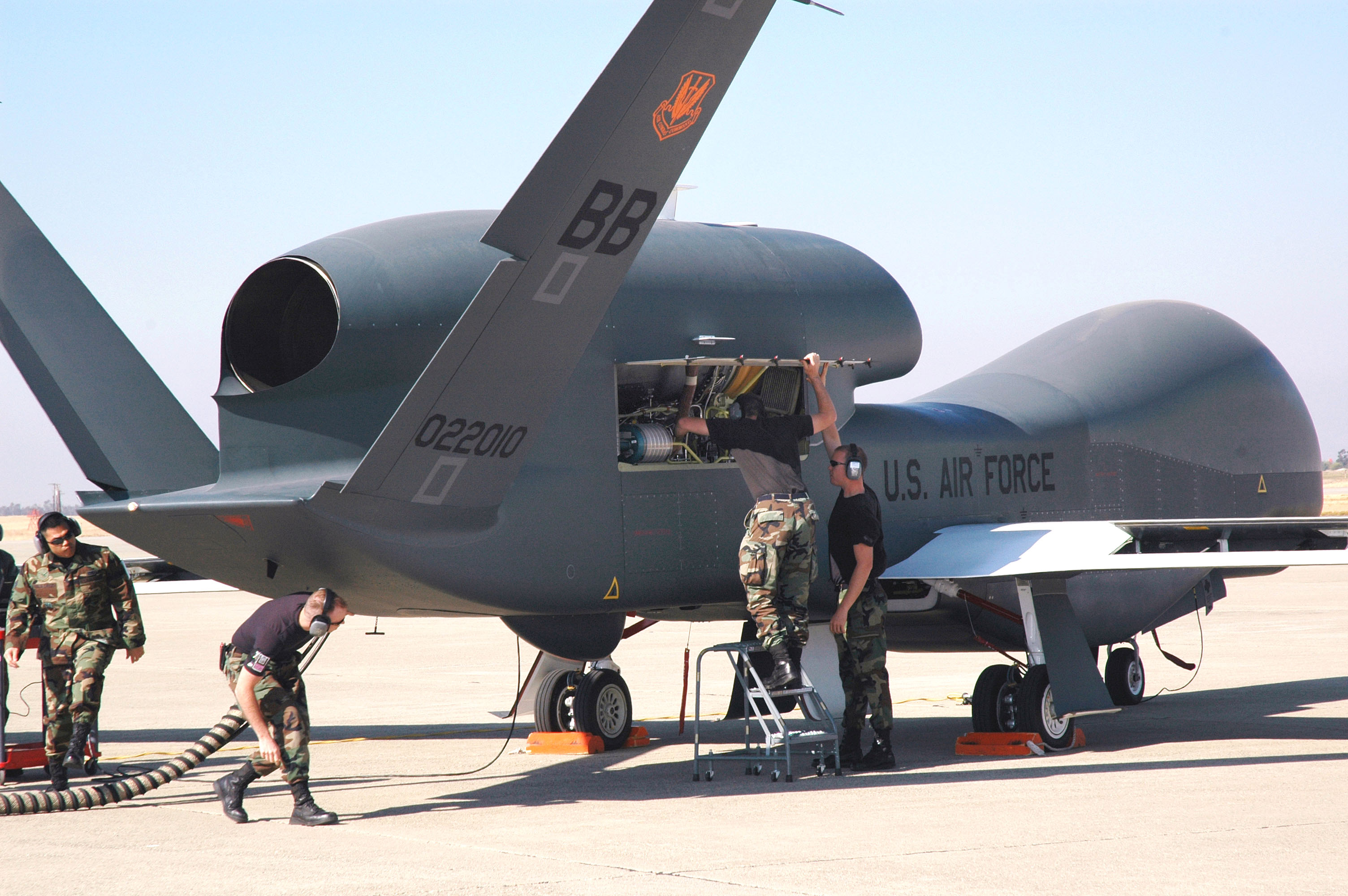
Một kíp bảo dưỡng đang chuẩn bị một chiếc Global Hawk tại Căn cứ Không Quân Beale

### EuroHawk

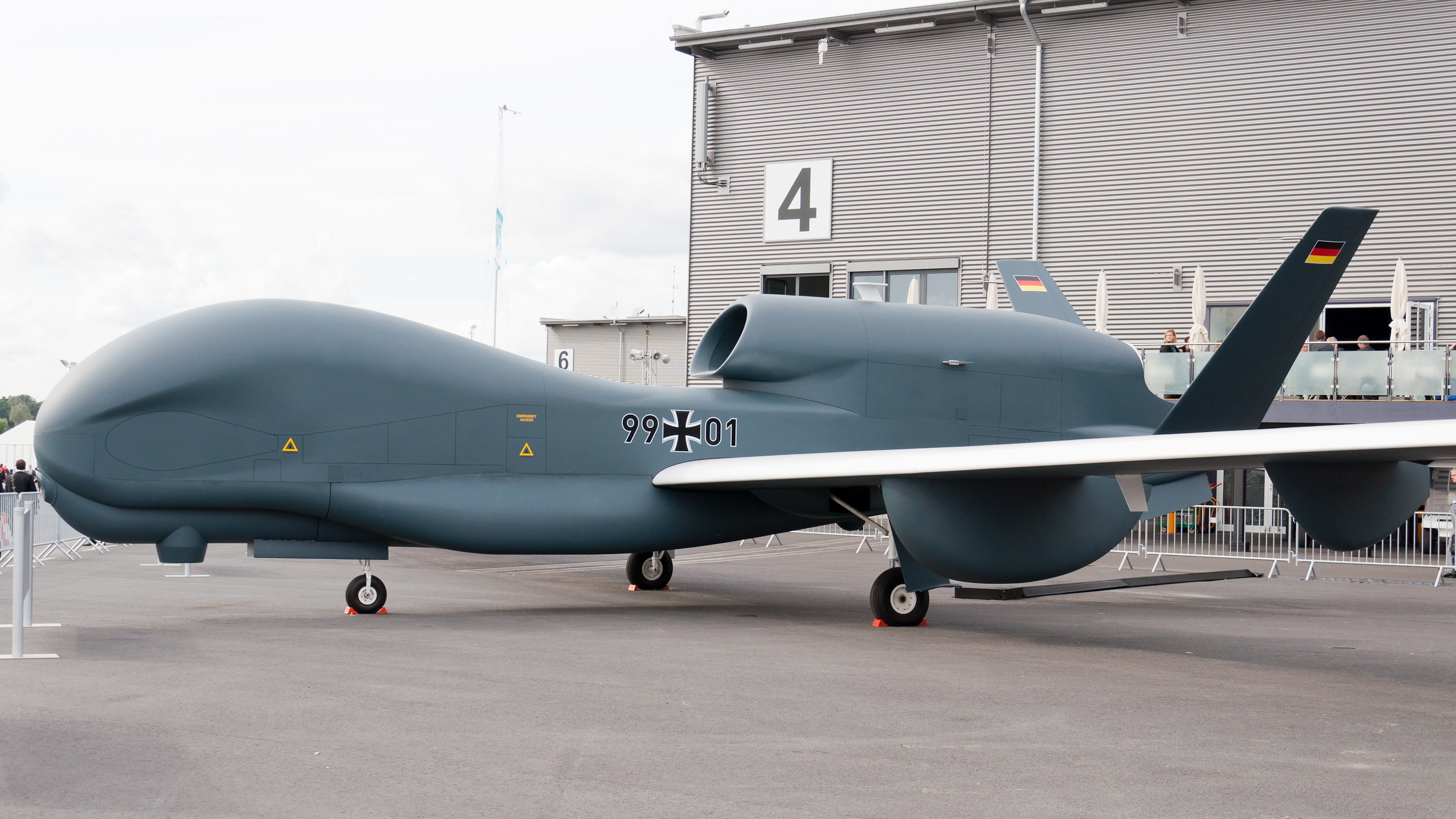
EuroHawk tại Triển lãm Hàng không Berlin năm 2012

#### Radar

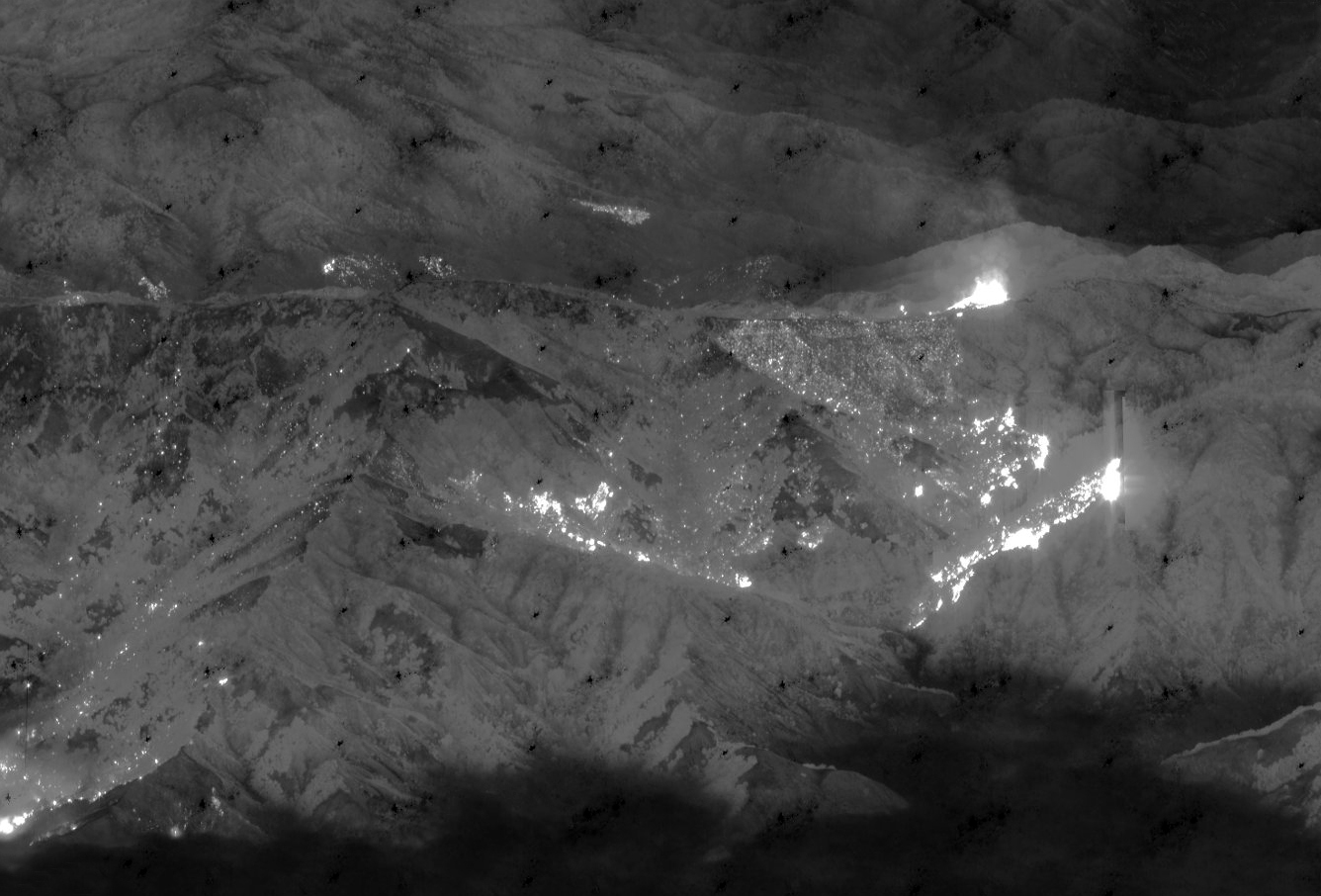
Hình chụp được bởi một chiếc Global Hawk thuộc biên chế Hải Quân Hoa Kỳ với ảnh trên không của một vụ cháy rừng tại miền Bắc California, năm 2008

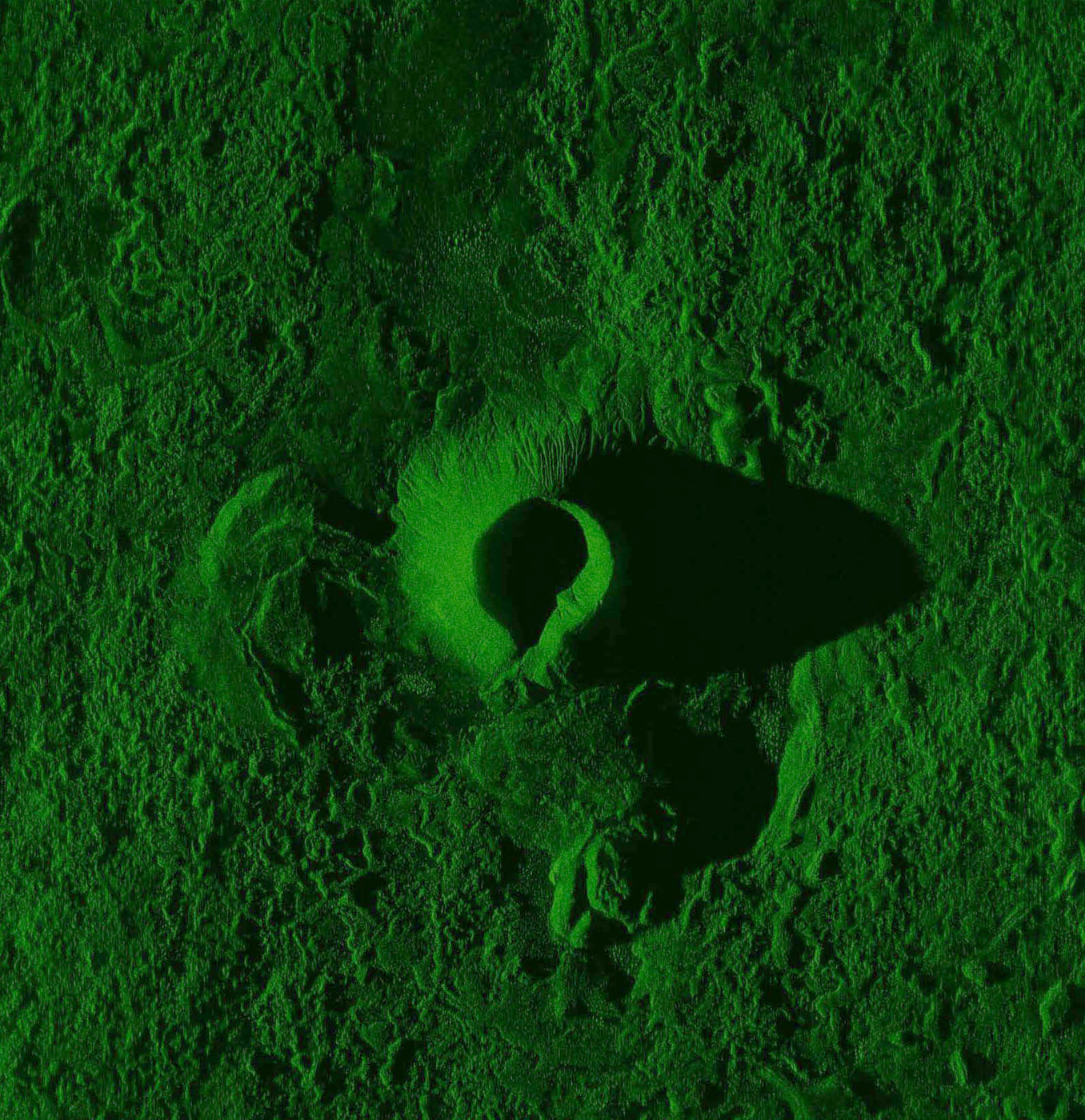
Ảnh của một miệng núi lửa ngừng hoạt động được chụp bởi một chiếc Global Hawk hệ Block 40 sử dụng bộ cảm biến tối tân trong một chuyến thử nghiệm bay.

### Không Quân Hoa Kỳ

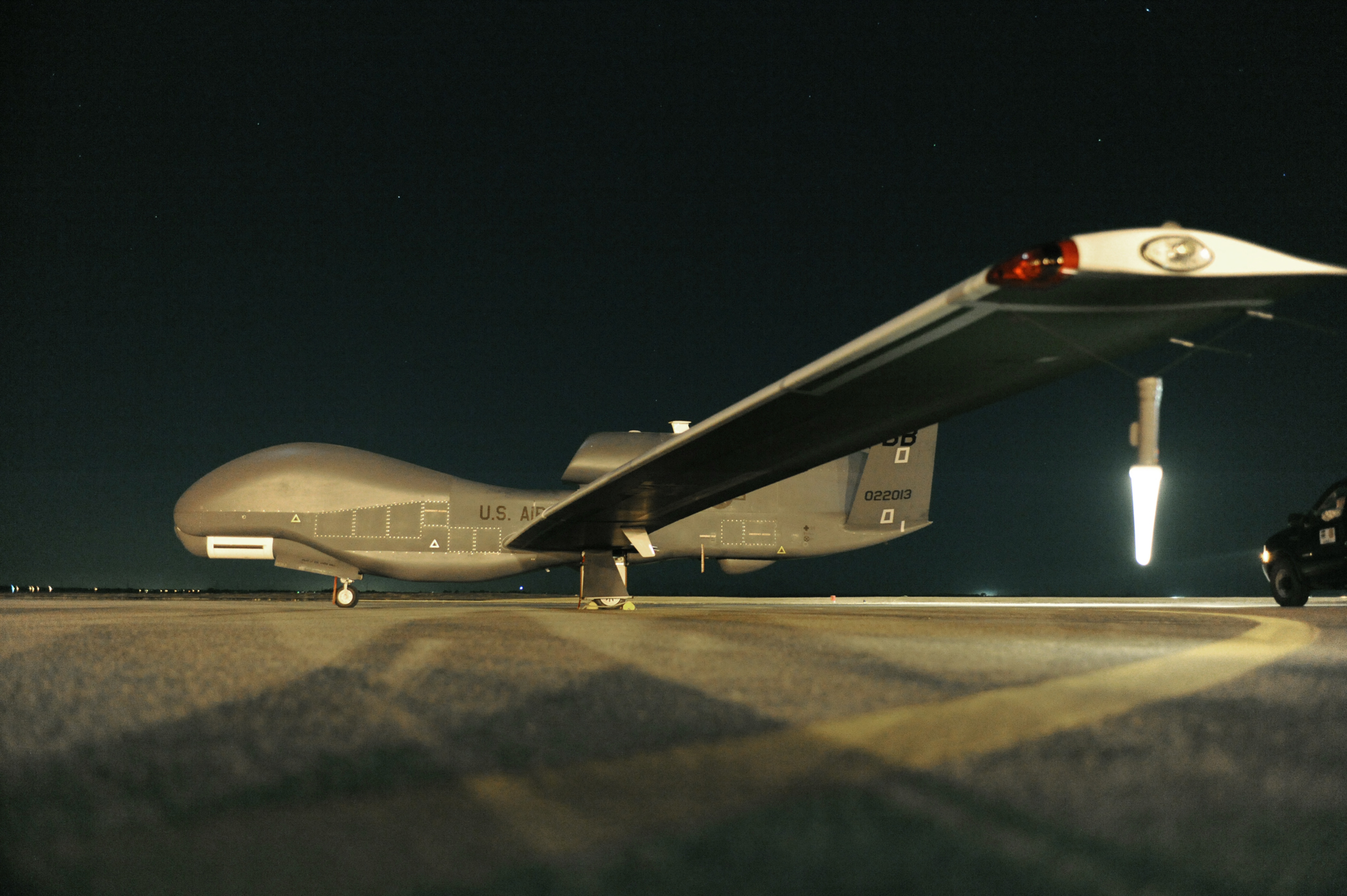
Không Quân Thái Bình Dương sử dụng một chiếc RQ-4A Global Hawk từ Căn cứ Không Quân Andersen, Guam để hỗ trợ tìm kiếm và cứu nạn sau thảm họa động đất sóng thần tại Tōhoku.

### NASA

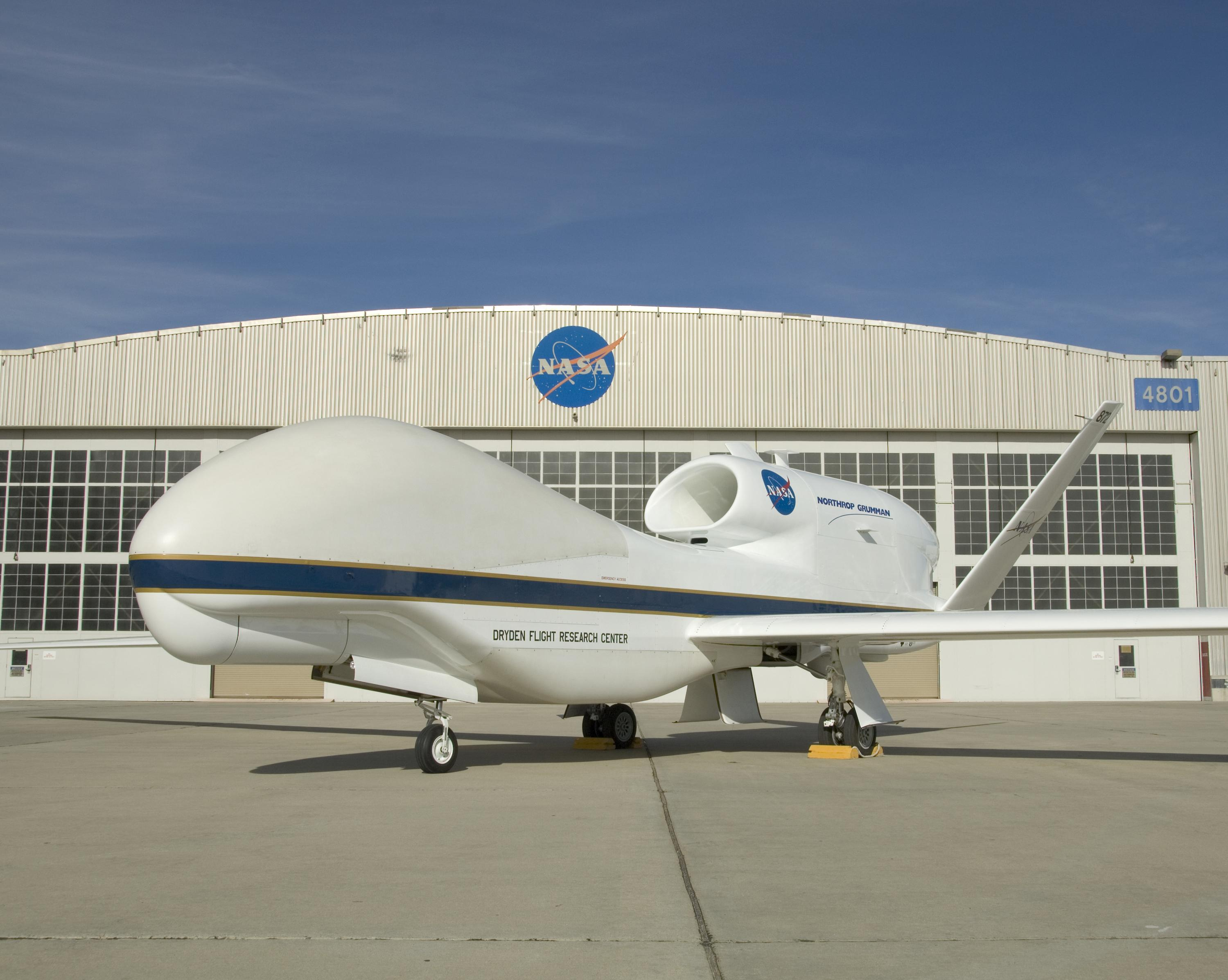
Một chiếc Global Hawk tại Trung tâm Nghiên cứu bay Dryden thuộc NASA

## Phát triển